# Alchemilla venosula
Alchemilla venosula es una especie de planta del género Alchemilla, perteneciente a la familia Rosaceae.

## Taxonomía
Alchemilla venosula fue descrita por Robert Buser en 1901.

## Distribución
Se encuentra en el territorio de Albania, Austria, Bulgaria, Italia y en el noroeste de los Balcanes.